# Alfonso de Jesús Hinojosa Berrones
Alfonso de Jesús Hinojosa Berrones (7 de octubre de 1924 – 23 de febrero de 2017) fue un obispo católico mexicano.
Alfonso de Jesús Hinojosa Berrones estudió en el seminario de Monterrey y se doctoró en Roma con una tesis sobre dogmática. Fue ordenado sacerdote el 9 de octubre de 1949 y trabajó en diversos cargos en el seminario durante varios años.
El papa Pablo VI lo nombró Obispo de Ciudad Victoria el 12 de febrero de 1974 y el Arzobispo de Monterrey, Alfonso Espino y Silva, le confirió la ordenación episcopal el 5 de abril del mismo año. El 10 de abril de 1985 fue nombrado obispo auxiliar en Monterrey por el Papa Juan Pablo II. El 2 de febrero de 2000, Juan Pablo II aceptó su dimisión por motivos de edad.